# スィーナー1号
スィーナー1号、シナー1 (ペルシア語: سینا ۱, Sīnā-1, Sinah-1) はイラン初の人工衛星である。名称は、10世紀から11世紀にかけて活躍した学者イブン・スィーナーに因んでいる。

## 概要
2005年10月27日6時52分（UTC）にロシアのプレセツク宇宙基地からコスモス3Mロケットによって打ち上げられた。相乗り衛星には中国のチャイナDMC、イギリスのトップサット、欧州宇宙機関のSSETIエクスプレス、ノルウェーのNキューブ、ドイツのUVE-1、日本のXI-Vがあった。
スィーナー1号は重量160kgないし170 kgの小型人工衛星で、形は0.8×1.3×1.6mの立方体。ロシアのステルフ (Sterkh) 衛星バスを使用しているとされる。ステルフ衛星バスの設計寿命は5年と言われている。
ペイロード部品は撮影機器だとも、通信機器だとも言われる。イランの報道によればこの衛星は通信と研究のためのものだという。